# Majicavo Koropa
Majicavo Koropa é uma vila na comuna de Koungou, em Mayotte, uma possessão da França na África.